# Four Star Revue

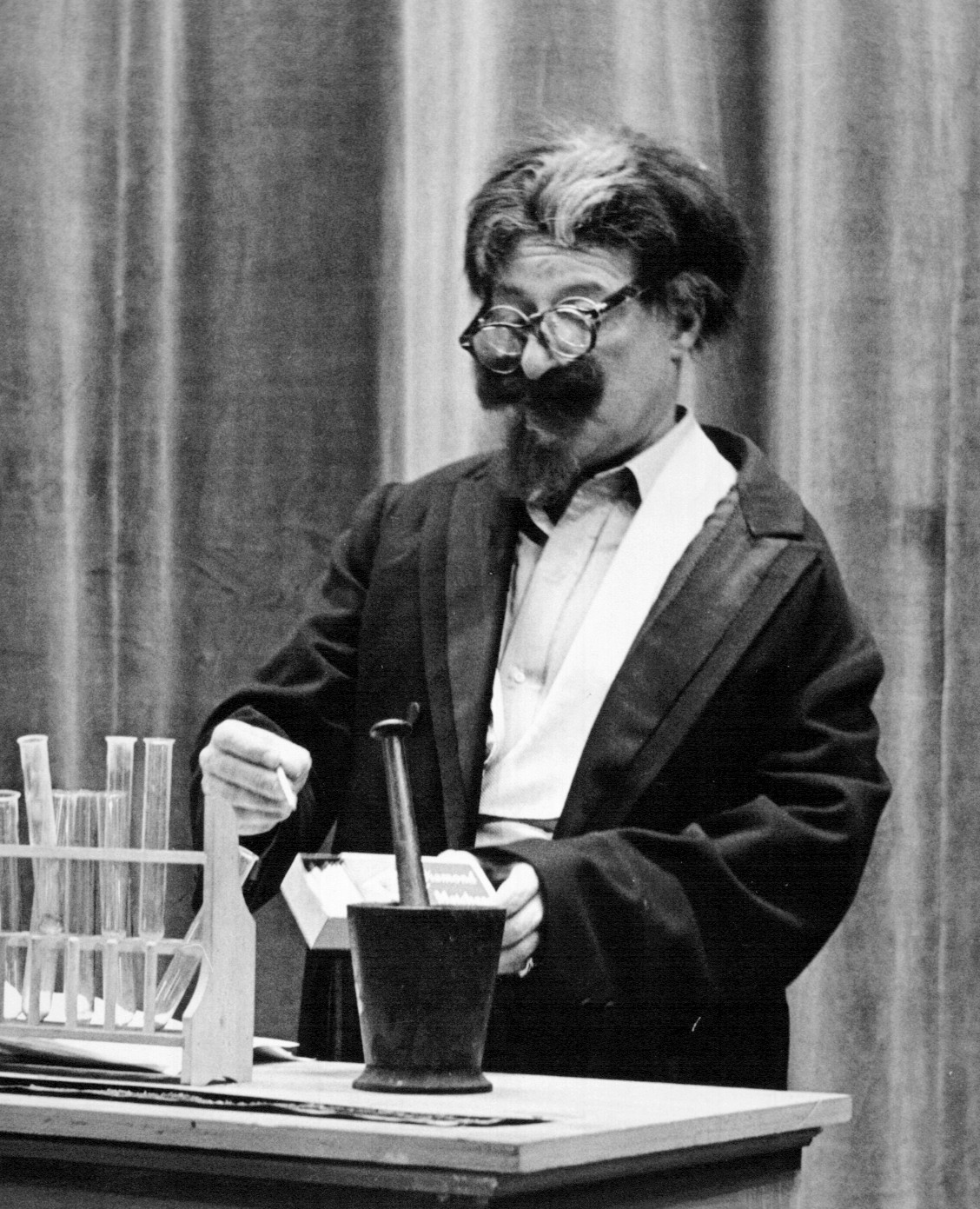
George Jessel interpretando seu personagem Professor Gonzamacher na série em 1953.

Four Star Revue foi um programa de televisão estadunidense de variedades e comédia que foi transmitido pela NBC de 4 de outubro de 1950 a 26 de dezembro de 1953. A série contou inicialmente com quatro celebridades: Ed Wynn, Danny Thomas, Jack Carson e Jimmy Durante, que se alternavam semanalmente como apresentadores do programa (daí o nome Four Star Revue).
Outros artistas se juntaram ao programa a partir da segunda temporada, o que fez com que o título fosse alterado para All Star Revue. Entre as novas atrações que participaram dessa temporada estavam Bob Hope, Spike Jones, Helen Grayco e Paul Winchell. Conforme a série avançava, diversos apresentadores permanentes foram adicionados para substituir os quatro originais.  Entre eles estavam a atriz e cantora Martha Raye, o boxeador Rocky Graziano, o ator e mestre de cerimônias George Jessel, e a atriz Tallulah Bankhead.

## Episódios

### Primeira temporada
Four Star Revue estreou na NBC em 4 de outubro de 1950, mas enfrentou problemas logo após sua estreia, como questões de localização, altos custos de produção e dificuldades para manter um patrocinador único. O programa era transmitido de Nova York, mas, devido à grande capacidade do teatro, surgiram problemas com a visibilidade do público. Isso foi resolvido quando a NBC instalou um monitor de televisão em 1951, permitindo que mais apresentadores se mudassem para o local. A Motorola iniciou como patrocinador, mas saiu após 13 episódios, sendo substituída por outros patrocinadores, como Pet Evaporated Milk e Norge. A série teve um alto custo de produção, e sua audiência ficou abaixo da concorrente Arthur Godfrey and His Friends da CBS. O final da temporada ocorreu em 18 de julho de 1951.

### Segunda temporada
A segunda temporada estreou em 8 de setembro de 1951, com uma nova programação aos sábados e um novo título, All Star Revue. A NBC expandiu o número de apresentadores para aumentar a audiência e reduzir riscos. Novos apresentadores, como Olsen e Johnson, Martha Raye e Spike Jones, foram adicionados ao elenco. A mudança para sábado teve algum sucesso, melhorando a audiência, mas a série ainda enfrentou dificuldades financeiras com o aumento do custo por episódio e a saída de patrocinadores como Motorola e Norge. Apesar disso, Pet Milk, Kellogg's e Hazel Bishop Cosmetics se mantiveram no programa. Em novembro de 1951, a série se mudou para a costa oeste, o que beneficiou os apresentadores baseados em Hollywood. O final da segunda temporada foi em 21 de junho de 1952.

### Terceira temporada
A terceira temporada estreou em 6 de setembro de 1952, mas enfrentou dificuldades com a saída de vários apresentadores, incluindo Danny Thomas e Ed Wynn. Jimmy Durante foi o único apresentador original a permanecer, e Martha Raye também continuou. Para preencher as lacunas, a NBC contratou veteranos como Maurice Chevalier e Harold Lloyd, e eventualmente George Jessel e Tallulah Bankhead se tornaram apresentadores regulares. A temporada também contou com convidados como Dennis Day, Rosalind Russell, Perry Como e Sonja Henie.
O programa enfrentou sérios problemas financeiros devido à instabilidade nos patrocinadores, com Kellogg's e Del Monte deixando o programa. A NBC precisou cobrir uma parte dos custos, enquanto a audiência também se manteve baixa, especialmente em razão da forte concorrência do Jackie Gleason Show. A terceira temporada terminou em 18 de abril de 1953.

### Quarta temporada
Após a temporada de 1952-1953, All Star Revue quase foi cancelado, mas a NBC decidiu mantê-lo para preencher a quarta semana do Your Show of Shows. A série passou a ter apresentadores rotativos, com Martha Raye se destacando. Devido ao sucesso de Raye, a NBC optou por mantê-la, e o programa foi renomeado para The Martha Raye Show em 1954. O All Star Revue chegou ao fim em 26 de dezembro de 1953, e The Martha Raye Show continuou até 1956. Além disso, Jimmy Durante ganhou seu próprio spin-off, The Jimmy Durante Show, que também foi exibido até 1956.

## Awards and nominations
| Ano  | Prêmio               | Resultado | Categoria                                       | Destinatário    | Ref.  |
| ---- | -------------------- | --------- | ----------------------------------------------- | --------------- | ----- |
| 1951 | Primetime Emmy Award | Indicado  | Melhor Especial de Variedade, Música ou Comédia | Four Star Revue | [ 9 ] |
| 1952 | Primetime Emmy Award | Indicado  | Melhor Especial de Variedade, Música ou Comédia | Four Star Revue |       |